# Distrowatch
DistroWatch é um site da internet mantido por Ladislav Bodnar e ativo desde 2001. Trata-se de um observatório das distribuições Linux e BSD. O sítio informa sobre novas distribuições, atualizações, lançamentos, resenhas e notícias sobre distribuições Linux. Também edita semanalmente uma coluna de opinião e notícias do mundo do software livre e, além disto, possui um "ranking" que avalia as distribuições Linux de acordo com a quantidade de acessos no sítio.

## Inadequação dos rankings de acessos como uma medida do uso do sistema operacional
O próprio Distrowatch afirma que seus rankings de acessos são "uma maneira leve de medir a popularidade das distribuições Linux e de outros sistemas operacionais gratuitos entre os visitantes deste site. Eles não se relacionam nem ao uso nem à qualidade e não devem ser usados para medir participação de mercado das distribuições. Eles simplesmente mostram o número de vezes que uma página de distribuição no DistroWatch.com foi acessada a cada dia, nada mais."
A PC World escreveu que "as contagens de páginas contabilizadas pelo DistroWatch dão alguma indicação de quais distribuições estão atraindo mais interesse no momento, é claro, mas tais medidas não podem ser consideradas para avaliar quem realmente está usando o que ou quais são os preferidos em geral".